# Tú (pjesma)
"Tú" je pjesma kolumbijske pjevačice Shakire. Pjesma je objavljena 2. studenog 1998. godine kao drugi singl s njenog albuma ¿Dónde Están los Ladrones?. Pjesmu su napisali Shakira i Dylan O'Brien, a producent su Shakira i Lester Méndez.

## Videospot
Videospot za pjesmu "Tú" snimljen je pod redateljskom palicom Emilia Estefana. Videospot je snimljen u crno-bijeloj tehnici. Shakira se nalazi u sobi koja ima puno različitih stvari.

## Uspjeh pjesme
Pjesma se plasirala na prvoj poziciji ljestvice Hot Latin Songs i prvoj poziciji ljestvice Latin Pop Airplay.

## Popis pjesama
Meksički singl
1. "Tú" (Dance Radio Edit) - 3:43
2. "Tú" (Dance Cool Radio Edit) - 3:45
3. "Tú" (Hip Club Version) - 7:00
4. "Tú" (Smog Underground Trip) - 6:54
5. "Tú" (Extended Cool Dance) - 5:04
6. "Tú" (12") - 10:35
7. "Tú" (7") - 4:51

## Ljestvice
| Ljestvice (1998.)     | Najviša pozicija |
| --------------------- | ---------------- |
| SAD Hot Latin Songs   | 1                |
| SAD Latin Pop Airplay | 1                |